# Ludwig Georg Courvoisier

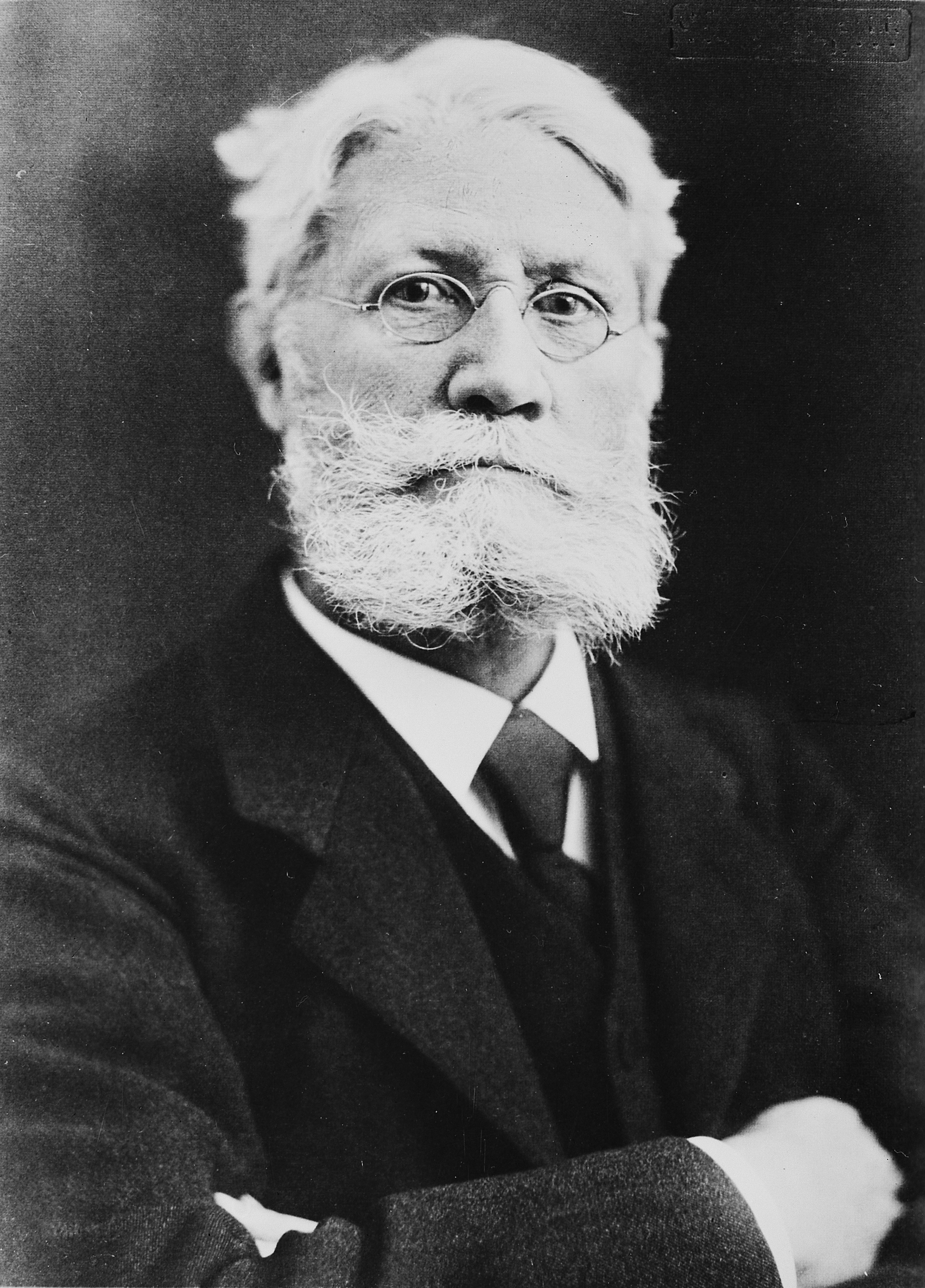
Ludwig Georg Courvoisier

Ludwig Georg Courvoisier (auch Louis Courvoisier oder Louis Georges Courvoisier) (* 10. November 1843 in Basel; † 8. April 1918 ebenda) war ein Schweizer Chirurg und führend in der Erforschung der Gallenwege und ihrer Erkrankung.

## Leben
Ludwig Georg Courvoisier wurde geboren als Sohn des Kaufmanns Georg Courvoisier (1817–1891) und dessen Ehefrau Mary, geborene Lowndes, Tochter eines Pfarrers aus Wales. Er hatte acht Geschwister. Courvoisier studierte Medizin an den Universitäten Basel und Göttingen und legte 1868 in Basel seine Staatsexamen ab. Im selben Jahr wurde er mit einer Dissertation über den mikroskopischen Bau der Spinalganglien promoviert. Courvoisier wurde Assistenzarzt beim Chirurgen August Socin. Studienreisen führten Courvoisier nach London und Wien.
Von 1871 bis Neujahr 1918 war er ärztlicher Leiter des Diakonissenspitals Riehen. 1890 erschien seine grundlegende Studie Casuistisch-statistische Beiträge zur Pathologie und Chirurgie der Gallenwege, in welcher er das nach ihm benannte Courvoisier-Zeichen beschrieb (S. 57 f.). 1880 wurde Courvoisier habilitiert und 1888 zum Extraordinarius und 1900 zum persönlichen Ordinarius für Chirurgie an der Universität Basel berufen. 1912 trat er von seiner Professur zurück.
Courvoisiers Begeisterung für die Pflanzen- und Tierwelt fand ihren Ausdruck in einem grossen Herbarium und einer bedeutenden Schmetterlingssammlung ebenso wie in zahlreichen Publikationen über seine botanischen und entomologischen Untersuchungen. Er engagierte sich ausserdem von 1887 bis 1890 als Politiker im Grossen Rat des Kantons Basel-Stadt. Von 1890 bis zu seinem Tod gehörte er dem Erziehungsrat an.

## Familie
Ludwig Georg Courvoisier heiratete Leopoldine Ida Maximiliane Sachs (* 21. Mai 1849; † 31. August 1905), Tochter des badischen Hofstallmeisters Sachs und Nichte des Malers Moritz von Schwind. Das Paar hatte mehrere Kinder, darunter:
- Leo (1873–1955), Astronom
- Walter (1875–1931), Komponist ⚭ Hedwig Thuille (1890–1964) (Tochter von Ludwig Thuille)

## Schriften (Auswahl)
- Die häusliche Krankenpflege. Schwabe, Basel 1875.
- Felix Wirtz, ein Basler Chirurg des sechszehnten Jahrhunderts. In: Correspondenz-Blatt für Schweizer Aerzte. Band 10, Heft 10, 1880, S. 291–312.
- Casuistisch-statistische Beiträge zur Pathologie und Chirurgie der Gallenwege. Vogel, Leipzig 1890.